# Parti démocratique du travail lituanien
Le Parti démocratique du travail lituanien (en lituanien : Lietuvos demokratinė darbo partija, LDDP) est un parti politique lituanien de centre gauche fondé en 1990 et dissous en 2001.

## Historique

### Fondation et victoire
Le LDDP est fondé en successeur du Parti communiste de Lituanie (LKP), section lituanienne du Parti communiste de l'Union soviétique (PCUS). Lors du congrès extraordinaire du LKP le 8 décembre 1990, le parti décide en effet de changer de nom en raison de l'impopularité du terme « communiste ». Il se choisit comme président Algirdas Brazauskas, ancien président du Conseil suprême de la RSS de Lituanie et premier secrétaire du Parti communiste lituanien.
Lors des élections législatives des 25 octobre et 15 novembre 1992, le LDDP remporte 44 % des voix et 73 députés sur 141 au Parlement. Brazauskas est alors désigné président du Parlement tandis que l'indépendant Bronislovas Lubys est nommé Premier ministre.

### Le LDDP au pouvoir
Lors de l'élection présidentielle du 14 février 1993, Algirdas Brazauskas l'emporte avec 60 % des voix face à un candidat indépendant. Il prend ses fonctions onze jours plus tard et doit alors renoncer à présider le LDDP. Il est remplacé par Adolfas Šleževičius, qui devient Premier ministre le 10 mars suivant.
Étant mis en cause pour corruption, il doit renoncer à l'ensemble de ses fonctions. Tandis que le ministre de la Réforme administrative Laurynas Stankevičius prend la direction du gouvernement, le président du Seimas Česlovas Juršėnas est porté à la présidence du parti.

### Déclin et fusion avec le LSDP
Aux élections législatives des 20 octobre et 10 novembre 1996, le LDDP subit une véritable déroute : avec seulement 10 % des voix, il sauve 12 sièges de députés seulement. Brazauskas renonce à se succéder à l'élection présidentielle des 21 décembre 1997 et 4 janvier 1998.
Dans la perspective des élections législatives du 8 octobre 2000, l'ancien chef de l'État constitue une coalition entre le Parti social-démocrate lituanien (LSDP), le LDDP et deux partis mineurs. Avec 31,1 % des voix et 51 sièges, l'alliance est la première force du Seimas, mais elle reste exclue du gouvernement. En janvier 2001, le Parti social-démocrate et le Parti démocratique du travail fusionnent pour former une seule formation, dont Algirdas Brazauskas est désigné président.